# 張範
張 範（ちょう はん、? - 212年）は、中国後漢時代末期の政治家。字は公儀。司隷河内郡修武県の出身。祖父は張歆（司徒）。父は張延（太尉）。弟は張承・張昭（呉の張昭とは別人）。子は張陵。甥（張承の子）は張戩。

## 事跡
| 姓名       | 張範                                                        |
| 時代       | 後漢時代                                                    |
| 生没年     | 生年不詳 - 212年（建安17年）                                |
| 字・別号   | 公儀（字）                                                  |
| 出身地     | 司隷河内郡修武県                                            |
| 職官       | 議郎兼参丞相軍事                                            |
| 爵位       | -                                                           |
| 主君       | 曹操                                                        |
| 家族・一族 | 祖父:張歆 父:張延 弟:張承、張昭 子:張陵 甥:張戩（張承の子） |

董卓の専横が起きると、張範は弟らと共に揚州へ逃れた。すると当時、揚州を支配していた袁術が、礼を尽くして張範を招聘しようとしたため、張範は病気と称して応じず、代わりに張承を赴かせた。しかし張承は、袁術の野心を諌める発言をしたため、結局不興を買いその下を去っている。
曹操は冀州を平定すると、使者を派遣して張範を迎えさせた。しかし張範は当時病気だったため、代わりに張承を派遣した。まもなく山陽の賊軍が、張範の子と甥を捕えてしまったため、張範は自ら賊軍の下に赴いて返還交渉を行ない、子を返してもらった。しかし張範が自分の子と交換で、むしろ幼い甥の方を返して欲しいと願い出たため、賊軍は感心して2人とも返している。
曹操は荊州を平定して帰還する途上、張範と対面し、彼を議郎兼参丞相軍事に任命した。以降、曹操は遠征する時に、張範・邴原を都に留め置き曹丕と共に留守を任せている。また曹丕は曹操からの指示もあって、張範・邴原に対し子や孫としての礼をとった。
建安17年（212年）、死去した。
小説『三国志演義』には登場しない。

### 人物像
張範は、落ち着いた物静かな性格で、道家の思想を楽しみ、栄誉や利益に無関心で、朝廷からの任命にも応じなかったという。曹操に仕えてからは、窮乏している者に施しをよくし、家に財産を残そうとしなかった。また、邴原とは親友同士であったという。